# آلفين بوب
آلفين بوب (بالإنجليزية: Alvin Bubb)‏ هو لاعب كرة قدم بريطاني في مركز نصف الجناح، ولد في 11 أكتوبر 1980 في بادنغتون في المملكة المتحدة. شارك مع منتخب غرينادا لكرة القدم. أما مع النوادي، فقد لعب مع بيليريكاي تاون وكوينز بارك رينجرز ونادي بريستول روفيرز ونادي سلاو تاون وويلدستون.